# Verner Lička
Verner Lička (pronunciación en checo: /ˈvɛrnɛr ˈlitʃka/; a menudo escrito como Werner), nacido el 15 de septiembre de 1954 en Hlučín, es un jugador de fútbol y entrenador checo. Jugó para Checoslovaquia, para el cual disputó 9 partidos y marcó 1 gol.

## Carrera profesional
En su país jugó en el Baník Ostrava. Al final de su carrera jugó en el extranjero para clubes como FC Grenoble y Germinal Ekeren.

## Vida personal
Lička es de ascendencia alemana. Tiene dos hijos que juegan al fútbol, Mario y Marcel.